# Sexueller Fetischismus
Sexueller Fetischismus ist die übersteigerte Zuneigung zu einzelnen Körperteilen, Körpereigenheiten, Kleidungsstücken, Utensilien, Materialien oder Situationen, bei der ein Gegenstand, der sogenannte Fetisch, als Stimulus der sexuellen Erregung und Befriedigung dient.
Der erotische Fetischismus erwächst aus der Aufmerksamkeit, die einem bestimmten, vom Individuum lustvoll aufgeladenen Gegenstand zugestanden wird. Diese Beachtung wird lt. Knoll und Jaeckel durch eine Art Augenjagd wirksam, bei der der Interessent bestrebt ist, Beute zu machen. Dies geschieht durch den erotischen Anblick, eine „besondere Ausdrucksform des Voyeurismus“. Augenjäger schaffen sich, um ihrer erotischen Fixierung Wirksamkeit zu verschaffen, eine Art Jagdgebiet. Dies kann ein Schaufenster mit erotisch konnotierten Utensilien sein, es kann sich um das Betrachten bildlicher Darstellungen in Druck- oder Digitalform handeln.
Auch zählt dazu der Besuch bestimmter Events, bei denen Personen auftreten, die den erotisch begehrten Gegenstand am Körper tragen, oder es kann die rein zufällige Begegnung auf der Straße sein, bei der die erotischen Schaureize vorgefunden werden, die der Disposition des Fetischisten für ein begehrtes Utensil entsprechen. So fallen im Alltag Stiefel-Liebhaber durch ihre Blickweise auf, die „erst den Fuß, dann die Person“ ins Visier nehmen. Auf diese Weise wird die Erregung generiert, derer der Fetischist bedarf. Jeder Fetisch ist im Grunde ein Ersatz – für die lebendige Partnerin oder den Partner, für die ganze Person.
Freud betont den Aspekt des Fetischs, der zwar zum Sexualpartner in Beziehung steht, gleichzeitig aber „völlig ungeeignet ist, dem normalen Sexualziel zu dienen“. Der Reiz des begehrten Utensils kann aus der Verhüllung des genitalen Bereichs erwachsen oder den engen Kontakt zum Körper repräsentieren, aber genauso gut kann er auch weitab vom genitalen Bereich liegen. Der Ersatzcharakter des Fetischs führt dazu, dass vom Ausübenden immer neue Exemplare gesucht werden; er legt sich einen fetischistischen Harem an, in dem ein bestimmtes Fetisch-Exemplar jeweils seine besondere Gunst genießt, um sie nach einiger Zeit zu verlieren und irgendwann auch neu zu gewinnen; Stekel spricht von einem Haremskult, der jedem Fetischisten zu eigen sei.
Manche Fetischisten benötigen, um erregt zu werden, die Gewissheit, dass ihre präferierten Gegenstände tatsächlich getragen worden sind. Dies können z. B. Hemden, Strümpfe, Wäsche sein, die dann vielleicht von einer Wäscheleine gestohlen werden (Fetisch-Raub als lustvoll erlebter Akt der Aneignung). Der Erwerb oder in die Inbesitznahme des Fetischs wird von Betroffenen als „Akt der Weihe“, gleichsam als „feierlich vollzogene Zeremonie“ beschrieben.
Fetische-Gegenstände können lt. Knoll und Jaeckel gleichsam in den Rang von Geschlechtspartnern aufrücken, die jederzeit verfügbar gehalten werden, um zur Triebabfuhr zu dienen. Stekel hebt hervor: „Es gibt keinen Fetischismus ohne Onanie.“ Manche Fetischisten sind förmlich gefangen im Bannkreis ihrer Monosexualität, sie leiden unter der partnerschaftsfernen Abgeschiedenheit ihrer sexuellen Daseinsäußerung. Aus Furcht, sich gesellschaftlich lächerlich zu machen, muss der Fetisch oft geheim gehalten werden. Anderen gelingt es, ihre Neigungen offen zu zeigen und fetischistische Reize in den Dienst von Paarbeziehungen zu stellen und als Brücke zur vollen Liebe heranzuziehen. Als Beispiel lässt sich der Lebenslauf des Malers und Stiefelfetischisten Rudolf Schlichter anführen.
Morris hebt hervor, dass der erotisch konnotierte Gegenstand für den individuellen Fetischisten von enormer Bedeutung ist, während es sein kann, dass dieser gleichzeitig von der großen Mehrheit der Gesellschaft als unerotisch und belanglos betrachtet wird. Knoll und Jaeckel betonen in diesem Zusammenhang, dass nicht der Fetisch an sich zähle, sondern der Glaube an ihn. Dies zeige sich daran, wie sexualfern manche Fetische seien. Die Faszination der Fetische könne manchmal so groß sein, dass ihnen durch die Genusssuchenden eine geradezu religiöse Verehrung zuteil werde. Auffällig sei lt. Morris, dass jeder Fetischist seine eigene Spezialität habe, was die Fetischisten auch untereinander isolieren könne. Als Beispiel nennt er Pelzhandschuhe, die für einen Stiefelfetischisten ebenso wenig Bedeutung hätten wie für einen Nichtfetischisten.

## Subkultur und Modetrend
Fetischbezüge sind in der Mode erkennbar und im Alltagsleben sichtbar. Die Designerin Yvonne Reichmuth hat die Fetisch-Mode durch Verwendung des Materials Leder seit 2015 zum Konzept ihrer Marke gemacht. Beim Model-Label Courrèges stehen Lack-Overknees und Berghain-Mäntel im Blickpunkt; bei Hermès zählt das scharf geschnittene Etuikleid aus Leder zur Kollektion. Fetisch-Mode wird als Alltagsgarderobe auf der Straße sichtbar. Die fetischistische Daseinsäußerung erfährt damit eine zunehmende gesellschaftliche Akzeptanz.
Das Recht auf Sichtbarkeit wird auch von der Szene eingefordert. Im Zuge von organisierten Rollenspielen, Fetisch-Partys oder öffentlichen Aktionen politisch-gesellschaftlicher Art, wie beim Christoper Street Day, werden regelmäßig fetischistische Bezüge präsentiert und damit enttabuisiert. Nicht an allen Orten ist dies allerdings erwünscht: So bemühte sich der Heide-Park-Soltau 2022 darum, an einem besonderen CSD-Tag einerseits der queeren Szene ein Forum zu bieten, gleichzeitig aber ein „buntes“ und „familienfreundliches Programm“ aufrechtzuerhalten. Dazu waren queere Gäste angehalten, sich zusätzlich zur Hausordnung gewissen „Spielregeln“ zu unterwerfen. So schrieb der Parkbetreiber vor, „Familien-taugliche Kleidung“ anzuziehen und auf die „Darstellung von Fetisch, Bondage, Lack/Leder, Masken etc.“ zu verzichten ebenso wie auf eine „Darstellung von Phallus-Symbolen“.
Neben den klassischen Medien zur Kontaktaufnahme und Information über verschiedene Bereiche des Fetischismus, beispielsweise die Zeitschrift Bizarre, hat sich im Internet eine eigene, oft vom jeweiligen Fetisch abhängige Szene entwickelt. Dadurch finden Fetischisten Unterstützung und Gleichgesinnte in Foren, Communitys und Subkulturen. Der Fetischbegriff wird in der jeweiligen Gruppe definiert und es werden zum Teil eigene Begrifflichkeiten für spezielle Fetische entwickelt. Auch sind Übergänge zu weiteren Ausprägungen gelebter Sexualität erkennbar, wie z. B. zur BDSM-Szene, zu Bereichen der Homosexualität, zum erotischen Sadomasochismus, fetischistischen Transvestitismus etc. Auch die Szene der in der Realität ausgelebten sadomasochistischen Subkultur basiert auf fetischistischen Elementen.
Da der Fetisch zunehmend als legitime und gleichberechtigte sexuelle Spielart akzeptiert ist, die weder geheilt noch behandelt werden muss, wird seine Kategorisierung als Devianz in diesen Zusammenhängen als anmaßend und diskriminierend empfunden. Wilhelm Stekel vertritt die Auffassung, „dass ganz allgemein die individuelle Form der Geschlechtsliebe durch eine Art von Fetischismus bestimmt wird“.

## Umgangssprachlicher Gebrauch
Der umgangssprachliche Gebrauch schließt neben dem Wortspiel mit der sexuellen und religiösen Konnotation des Fetischismus auch sexuelle Neigungen über die wissenschaftliche Definition hinaus ein. Im Gegensatz zur Fetischszene wird der Begriff in der Umgangssprache allerdings meist abwertend verwendet. Häufig wird bereits eine Neigung als Fetischismus bezeichnet, bei der die Betroffenen keinem Leidensdruck unterliegen. Diese Definition des Fetischismus setzt nicht voraus, dass die Neigung eine notwendige Sexualpräferenz ist, und kann auch eine oder mehrere Vorlieben umschreiben. Hier kann der Ausdruck auch Neigungen bezeichnen, die sowohl nach wissenschaftlichem Verständnis als auch nach dem Selbstbild von Praktizierenden Bestandteil einer normalen Sexualität sind und die die Praktizierenden nicht beeinträchtigen. Ein enger Zusammenhang mit der früheren Bezeichnung für sexuelle Devianz, der Perversion, ist gängig, wobei die Vorstellung, welches abweichende sexuelle Verhalten zu tolerieren ist und welches zu einer gesunden Sexualität gehört, sowohl von kulturellen Faktoren abhängt als auch kulturübergreifend Veränderungen unterworfen war und ist.

## Funktion
Ob der sexuelle Fetischismus eine mit anderen Vorlieben gleichberechtigte sexuelle Präferenz ist oder ob es sich um eine grundsätzliche behandlungsbedürftige Störung des Sexualverhaltens, eine Paraphilie, handelt, wird kontrovers diskutiert.
Ralf Binswanger stufte 2017 den sexuellen Fetischismus grundsätzlich als Teil „erwachsener Sexualorganisation“ ein, der gleichberechtigt neben Homosexualität, Heterosexualität und z. B. Sadomasochismus besteht und eine Pathologisierung und Stigmatisierung ausschließt. Es bestehe kein Grund, ihn unter dem Perversionsbegriff zu subsumieren.
Andere Fachleute sehen im sexuellen Fetischismus eine sexuelle Devianz, die der sexualmedizinischen Diagnostik oder der Psychotherapie bedarf, z. B. dann, wenn der Fetisch als vollständiger Ersatz für die partnerschaftliche Sexualität dient, die sexuelle Befriedigung ohne Verwendung des Fetisches erschwert ist oder unmöglich erscheint und bei dem Betroffenen dadurch ein entsprechender Leidensdruck entsteht. Unter dieser Voraussetzung ist sexueller Fetischismus als Teil des Formenkreises der Persönlichkeits- und Verhaltensstörungen anzusehen. Diese ist als Störung der Sexualpräferenz in der „Internationalen statistischen Klassifikation der Krankheiten und verwandter Gesundheitsprobleme“ (ICD) unter der Schlüsselnummer F65.0 gelistet.
Zu den Ursachen fetischistischen Verhaltens gibt es verschiedene Theorien, wobei keine vollumfänglich anerkannt ist.

## Etymologie
„Fetisch“ ist über das französische fétiche aus dem portugiesischen feitiço entlehnt, das „Zauber“ oder „Zaubermittel“ bedeutet. Der Ursprung des Begriffs liegt im lateinischen factīcius, was so viel bedeutet wie „nachgemacht“ oder „unecht“. Der Begriff wird unabhängig von der erotischen Konnotation meist im Sinne eines „verehrungswürdigen Gegenstandes“ oder dem der Idolatrie verwendet. Es verstehen sich auch die in der Umgangssprache verwendeten Wortschöpfungen wie „Ordnungsfetisch“(-ismus), „Paragrafenfetisch“ oder „Sauberkeitsfetisch“. Diese spielen sowohl mit der ursprünglichen Bedeutung des Fetischismus als auch mit der sexuellen Note.
Der Begriff Fetischismus wird in verschiedenen Kontexten in unterschiedlichen Bedeutungen gebraucht: Dabei gibt es zum Teil erhebliche Unterschiede zwischen dem umgangssprachlichen Gebrauch des Wortes und dem wissenschaftlichen Term. Mitunter werden allgemein sexuelle Neigungen als sexueller Fetisch bezeichnet, worin manche Praktizierende eine Diskriminierung sehen.
Eine klare begriffliche Unterscheidung wird auf der einen Seite angestrebt, um ein im Verständnis der Medizin, der Rechtsprechung und der entsprechenden Subkultur erweitertes normales Sexualverhalten von behandlungsbedürftigen Problemfällen abzugrenzen, ist jedoch auf der anderen praktisch nicht konsensual zu treffen.

### Entwicklung des Begriffs
Der Begriff bezeichnete ursprünglich das Konzept eines religiösen Fetischismus bei sogenannten „Naturvölkern“. Ausgangspunkt war die Verehrung lebloser, mit „übernatürlichen Kräften“ geladener Gegenstände – sogenannter Fetische – in einigen westafrikanischen ethnischen Religionen. Die weitreichende Übertragung auf andere Ethnien und Kulturen als Fetischismus wurde jedoch wieder aufgegeben. 1887 wurde diese Bedeutung vom französischen Psychologen Alfred Binet mit seiner Arbeit Le Fétichisme dans l’amour in der Revue Philosophique auf den Bereich des Sexuallebens ausgedehnt.
Lange Zeit blieb der Begriff von der nicht wissenschaftlich interessierten Bevölkerung unbeachtet, während dessen Bedeutung in Fachkreisen erweitert wurde; bereits 1912 nannte beispielsweise Richard von Krafft-Ebing die sexuelle Hingabe an einen einzelnen Körperteil Fetischismus. Durch die psychoanalytischen Betrachtungen Sigmund Freuds, die auch Nichtmediziner erreichten, wurde der Begriff „Fetischismus“ nach 1927 populär. Hierbei wurde der sexuelle Fetischismus als eine krankhafte Abweichung verstanden. Zur Verbreitung des Begriffs trug auch die von Karl Marx geprägte Idee des „Warenfetischs“ bei, die zwar auf den religiösen Fetischismus gründete und nicht sexuell konnotiert war, aber das Wort Fetisch in seiner Doppeldeutigkeit weiter publik machte.
Im Zuge der sexuellen Revolution veränderte sich das Verständnis menschlicher Sexualität grundlegend: Es war nicht mehr akzeptabel, alle von der Norm abweichenden sexuellen Haltungen als psychische Krankheiten zu werten. Die Definition des medizinisch-psychologischen Fachbegriffs Fetischismus wurde zusammen mit dem der Paraphilie deutlich stärker abgegrenzt. Nach heutigem Verständnis ist Fetischismus nicht im Rahmen der sexuellen Orientierung an sich eine psychische Störung, sondern nur dann als behandlungsbedürftige Störung zu verstehen, wenn der Betroffene unter ihren Auswirkungen leidet. Innerhalb der wissenschaftlichen Neuorientierung im Verständnis sexueller Abweichungen und der daraus entstandenen Diskussionen zu deren Definitionen ergab sich eine Zweiteilung des Begriffs: Das international gebräuchliche Handbuch ICD, das von der Weltgesundheitsorganisation herausgegeben wird, kehrte zur ursprünglichen enger gefassten Bedeutung zurück und versteht unter Fetischismus nur die sexuelle Fixierung auf Gegenstände. Die einflussreiche American Psychiatric Association, die das zunächst nur national verwendete Handbuch DSM herausgibt, entschied sich für eine erweiterte Definition und versteht unter Fetischismus die Fixierung auf Gegenstände oder Körperteile. Durch Erscheinen einer deutschen Ausgabe des DSM hielt diese Auffassung auch im deutschsprachigen Raum Einzug.
Das allgemeine Verständnis des Begriffs Fetischismus blieb von den wissenschaftlichen Debatten unberührt. Fetischismus hatte sich bereits als gebräuchliche Bezeichnung und Szenebegriff für eine Vielzahl sexueller Spielarten etabliert, umgangssprachlich wird häufig jede sexuelle Fixierung auf ein einzelnes Objekt oder eine spezifische Sexualpraktik Fetischismus genannt. Ferner wird der Begriff oft als Synonym zu Paraphilie verstanden, wodurch die Bezeichnung um zahlreiche sexuelle Neigungen erweitert wird, die nicht unter die psychologische oder psychiatrische Begriffsverwendung fallen. Die Feinheiten der diagnostischen Unterscheidung zwischen pathologischem und nicht behandlungsbedürftigen Fetischismus finden in der Umgangssprache keine Verwendung.

## Medizinisch-psychologische Einordnung
Die medizinisch-psychologische Definition folgt den grundlegenden Diagnosekriterien, die ICD-10-GM (GM: German Modification) und dem häufig zitierten Diagnostic and Statistical Manual of Mental Disorders, das diagnostische und statistische Handbuch psychischer Störungen (DSM-IV), das in den Vereinigten Staaten von der American Psychiatric Association („Amerikanische Psychiatrische Vereinigung“) herausgegeben wird.
Nach ICD-10-GM F65.0 wird der „Gebrauch toter Objekte als Stimuli für die sexuelle Erregung und Befriedigung“ als sexueller Fetischismus definiert. Die weiteren Diagnosekriterien für den Behandlungsbedarf umfassen unübliche sexuelle Fantasien oder dranghafte Verhaltensweisen, die über einen Zeitraum von mehr als sechs Monaten anhalten, sowie das subjektive Leiden des Betroffenen unter diesen Fantasien und Verhaltensweisen und die Einschränkung in mehreren Funktionsbereichen, beispielsweise in der sozialen Kontaktaufnahme oder der Erwerbstätigkeit. Nimmt eine andere Person dabei Schaden, wird verletzt oder misshandelt, ist bereits dies für die Diagnosestellung ausreichend.
Im ICD-10-GM wird dem Begriff des Fetischismus keinerlei belebtes Objekt zugeordnet, dies gilt analog auch für Körperteile des Partners. Alle fetischistischen Verhaltensweisen, die sich nicht auf ein unbelebtes Objekt richten sind demnach nicht dem F65.0 zuzuordnen, obwohl sie durchaus zu den Paraphilien gehören können. Nach DSM-IV umfasst sexueller Fetischismus sowohl den Gebrauch unbelebter Objekte als auch die erotische Simulation durch Körperteile, der DSM-IV-Code für diesen Begriff ist 302.81. Die diagnostischen Kriterien unterscheiden sich darüber hinaus nicht, sind aber nicht hierarchisch zu verstehen. Durch die sich unterscheidende Definition und die vertikale beziehungsweise horizontale Anordnung der Diagnosekriterien kann es aber insbesondere bei statistischen Werten und beschreibenden Publikationen aus verschiedenen Ländern zu Missverständnissen kommen, da Fetischismus nach DSM-IV ein weiteres Feld umfasst. Erotische und sexuelle Vorlieben, beispielsweise für blonde Haare, werden nicht von den medizinisch-psychologischen Definitionen des sexuellen Fetischismus abgedeckt.

### Partieller und kompletter Fetischismus, Abgrenzungen
In der Sexualwissenschaft und der Psychologie wird begrifflich in manchen Betrachtungen zwischen einem partiellen Fetischismus und einem kompletten Fetischismus unterschieden. Maßgeblich sind hierbei die Intensität und die Notwendigkeit fetischistischen Verhaltens zur sexuellen Befriedigung. Ist ein Orgasmus ohne Zuhilfenahme eines Fetisches nicht erreichbar, wird von einem kompletten Fetischismus gesprochen. Andere Formen, bei denen der Fetisch nur der Erregung dient, aber nicht zwingend zur Erfüllung der sexuellen Befriedigung notwendig ist, werden als partiell bezeichnet. Die Einschränkung auf eine partielle Attraktion wird auch von Hirschfeld benutzt, der mit diesem Begriff die Abgrenzung zwischen einem gesunden und einem pathologischen fetischistischen Verlangen beschreibt. Seiner Auffassung nach ist die fetischistische Reizwirkung eines Menschen auf den anderen immer ein Teilaspekt seiner Gesamtheit, der gesunde Fetischismus endet an der Überbewertung eines einzelnen Merkmales.
Diese Verwendung der Bezeichnung des partiellen Fetischismus muss von dem Begriff des Partialismus, der Fokussierung auf einen bestimmten Körperteil, sowie der Morphophilie, bei der ein besonders ausgeprägter oder im Falle des Amelotatismus ein fehlender Körperteil das Objekt der Erregung darstellt, unterschieden werden. Der transvestitische Fetischismus, bei dem das Tragen von Kleidungsstücken eines anderen Geschlechts die Erregung auslöst, wird unter ICD-10-GM F65.1 als eigenständige Form definiert.

## Fetische
Prinzipiell kann jeder Gegenstand zum Fetisch werden, hiervon ausgenommen sind Objekte, die schon von vornherein als Sexspielzeug für den Gebrauch beim Sexualakt bestimmt sind, beispielsweise Dildos oder Vibratoren. Manche Kleidungsstücke haben in ihrer Ausrichtung bereits eine erotische Komponente, Beispiele hierzu sind Reizwäsche oder Schamkapsel. Inwiefern diese dann als Fetischobjekt oder allgemein erotisierend wirken, ist schwer abzugrenzen. Eine getragene Unterhose des Partners, deren Geruch zur sexuellen Erregung bei der Masturbation dient, ist durch ihren Bezug zu der Person (pars pro toto) nicht zwangsläufig als fetischistisches Objekt zu verstehen, während dies für ungetragene oder selbst getragene Wäschestücke durchaus gelten kann.
Manche Forscher kategorisieren Fetische danach, ob sie aufgrund ihrer Form (form fetish) oder ihres Materials (media fetish) ansprechend wirken. Mehrfach-Fetische sind nicht ungewöhnlich. Nur wenn ein Gegenstand die vom Fetischisten bevorzugte äußere Erscheinung hat oder aus seinem bevorzugten Material gefertigt ist, wirkt er tatsächlich als Fetisch. So wirken beispielsweise auf manche Fetischisten nur weiße Tennissocken erotisierend, während sich andere nur von grauen Kniestrümpfen sexuell angesprochen fühlen.
Ebenso sind verschiedene Materialien besonders häufig für Fetischisten interessant, als Beispiel dient hier Leder. Dies kann über den Geruchssinn, über die Optik oder über die Haptik stimulierend wirken. Laut Knoll und Jaeckel kommt Leder eine hervorragende Stellung zu unter den Materialien, die eine erotische Konnotation erfahren können. Von besonderer Bedeutung seien die Assoziationen, die an das Material geheftet werden. Es erinnere kraft seiner tierischen Herkunft an die Animalität; es wirke für den Genießer wie eine zweite Haut. Zudem habe Kleidung aus Leder oft etwas mit Kampf, Sport und anderen aggressiven Handlungen zu tun. Von daher gebe es enge Verknüpfungen zu anderen Ausprägungen der Sexualität, wie dem BDSM. Der lederbezogene Fetischismus erstrecke sich außer auf Kleider, Mäntel, Wämse usw. und auf das Schuhwerk auch auf Gürtel, Lederfesseln und Peitschen. Kleidung und Utensilien aus Leder charakterisieren damit auch das Wunschbild des masochistischen Mannes, die Domina.
Für manche Fetischisten sind alle Sinne für die Erregung notwendig, andere werden bereits durch den Anblick erregt. Einige Fetische wirken durch ihre Koppelung mit bestimmten Szenarien, es kann eine Übertragung der Eigenschaften der Umgebung auf den Gegenstand selbst stattfinden. Beispielsweise nimmt man an, dass Schuluniformen vor allem deshalb zum Fetisch werden, weil sie dem Stereotyp des jungen Schulmädchens entsprechen.
Fetische können sich im Laufe der Zeit verändern. Dabei wird entweder der vorhandene Fetisch abgewandelt oder es kommen weitere Fetische hinzu; ein dauerhafter Rückgang des Fetischismus ohne äußere Einflüsse kommt in aller Regel nicht vor. Gelegentlich können äußere Ursachen für eine solche Änderung benannt werden, im Allgemeinen ist dies jedoch nicht der Fall.

### Verbreitete Fetische
Die am häufigsten anzutreffenden Fetische sind Kleidungsstücke wie Schuhe (Schuhfetischismus), Strümpfe, Strumpfhosen, Unterwäsche, Schürzen, Sport- und Badebekleidung, Uniformen, Regenbekleidung (Klepper) sowie Accessoires wie Brillen und Piercings.
Nicht selten beschränkt sich der Fetisch auf ein einziges Modell oder ein konkretes Exemplar. Entscheidend kann auch sein, ob die Kleidung getragen wurde oder wer der Vorbesitzer war. Manche Kleidungsstücke werden bestimmten Szenarien oder Rollenspielen zugeordnet, beispielsweise Windeln der Autonepiophilie. Fetische, die keine Kleidungsstücke sind, scheinen weniger verbreitet zu sein. Darunter fallen Objekte wie Militärorden, Gipsverbände, künstliche Gliedmaßen wie Prothesen oder auch Rollstühle. Außerdem können auch Rauchinstrumente wie Zigarette und Tabakspfeife sowie das Rauchen als Tätigkeit ansprechend wirken (Rauchfetischismus).
Bei vielen Fetischisten ist das Material des Gegenstands entscheidend, in manchen Fällen ist das Material so wichtig, dass der Gegenstand austauschbar wird, solange nur das Material dasselbe bleibt; man spricht in diesem Fall auch von Materialfetischismus. Typische bevorzugte Materialien sind Stoffe wie Leder, Pelze, Wolle, Mohair, Seide, Nylon, Satin, Lycra und Kunststoffe wie PVC-beschichtete Stoffe („Lack“), Latex (Latexkleidung) und Gummi (Gummifetischismus).
Nach DSM-IV können auch Körperteile wie zum Beispiel Füße (Fußfetischismus), Beine, Haare (Trichophilie), Pobacken, Busen, Achselhöhlen oder Ohren Fetische sein, in diesem Fall bezeichnet man die dazugehörigen Praktiken als Body worship.

### Andere Zuordnungen
Einige kanadische Forscher vertreten die Ansicht, manche Menschen würden durch den Anblick von Feuer erregt. Nach dieser Theorie könnte Pyromanie als Form sexuellen Fetischismus gelten. Dies widerspricht jedoch der vorherrschenden Lehrmeinung, nach der der Pyromanie keine sexuelle Komponente beizumessen ist. Andere Forscher halten auch abstraktere Gegenstände wie Worte für ein mögliches Ziel fetischistischen Verhaltens, demnach wäre die Verbalerotik ebenfalls eine Form sexuellen Fetischismus.

## Ursachen und Entstehung
Die Ursachen sowie der Entstehungsmechanismus fetischistischen Verhaltens ist bis heute ungeklärt. Einige fetischistische Vorlieben scheinen sehr früh im Leben eines Menschen zu entstehen, möglicherweise durch Konditionierung oder Prägung, Morris weist auf die Bedeutung der ersten sexuellen Erfahrung hin, die eine „verkrüppelnde Wirkung haben“ kann, sofern das Individuum statt auf das Bild eines speziellen Geschlechtspartners auf einen „unbelebten Gegenstand, der zum fraglichen Zeitpunkt gegenwärtig war“ geprägt wurde. Hierbei komme es zu einem zum ersten Mal erlebten sexuellen Höhepunkt, z. B. bei Alleinsein, was den Gegenstand „dann sogleich eine mächtige und anhaltende sexuelle Bedeutsamkeit“ gewinnen lasse. „Wie dem auch sein – das Phänomen ist sehr merkwürdig.“ Hier wird das Phänomen des konkreten Ereignisses wirksam. Auch Liebesentzug oder zu frühe Entwöhnung werden von manchen Forschern als Ursache in Betracht gezogen. Fetischismus kann auch eine Begleiterscheinung einer komplexeren psychischen Störung sein. Es gilt als wahrscheinlich, dass Fetischismus nicht durch Vererbung weitergegeben wird, jedoch könnten vererbte Merkmale durchaus beeinflussen, mit welcher Wahrscheinlichkeit ein Mensch fetischistische Neigungen entwickelt.

### Theorien
Aktuelle Forschungen auf diesem Gebiet oder Versuche, eine der im folgenden Abschnitt dargestellten Theorien nachzuweisen, finden kaum statt. Viele der Theorien basieren auf größtenteils unbelegten Konzepten, andere erklären aus der subjektiven Beobachtung heraus angenommene, aber empirisch nicht verifizierbare Tatsachen. Dennoch werden einige Theorien als Basis für therapeutische Behandlungsansätze verwendet. Die zum Teil scharfe Kritik an diesen Theorien ergibt sich aus der unwissenschaftlichen Grundlage derselben, die sich zu einem großen Teil aus der kaum vorhandenen Nachfrage um therapeutische oder medizinische Behandlung oder Beratung durch Fetischisten erklärt. Eventuelle Zusammenhänge mit Suchtverhalten werden diskutiert, belegende wissenschaftliche Studien zu dieser Theorie fehlen.

#### Assoziation nach Binet, Symbolismus nach Ellis
Der Psychologe Alfred Binet vermutete 1887, Fetischismus entstehe durch Assoziation: Der Fetisch würde durch gleichzeitige Darbietung mit sexuellen Reizen untrennbar mit diesen verbunden. Um 1900 äußerte der Sexualforscher Havelock Ellis die Vermutung, ungewöhnliche sexuelle Neigungen entstünden in der Kindheit durch erotische Erlebnisse mit dem eigenen Körper. Diese Äußerung war revolutionär, denn bis zu diesem Zeitpunkt sprach man Kindern jegliche sexuelle Gefühle ab. Nach Ellis’ Theorie des erotischen Symbolismus ersetzen ungewöhnliche Sexualpraktiken symbolisch den normalen Geschlechtsakt.

#### Erkrankung nach Krafft-Ebing

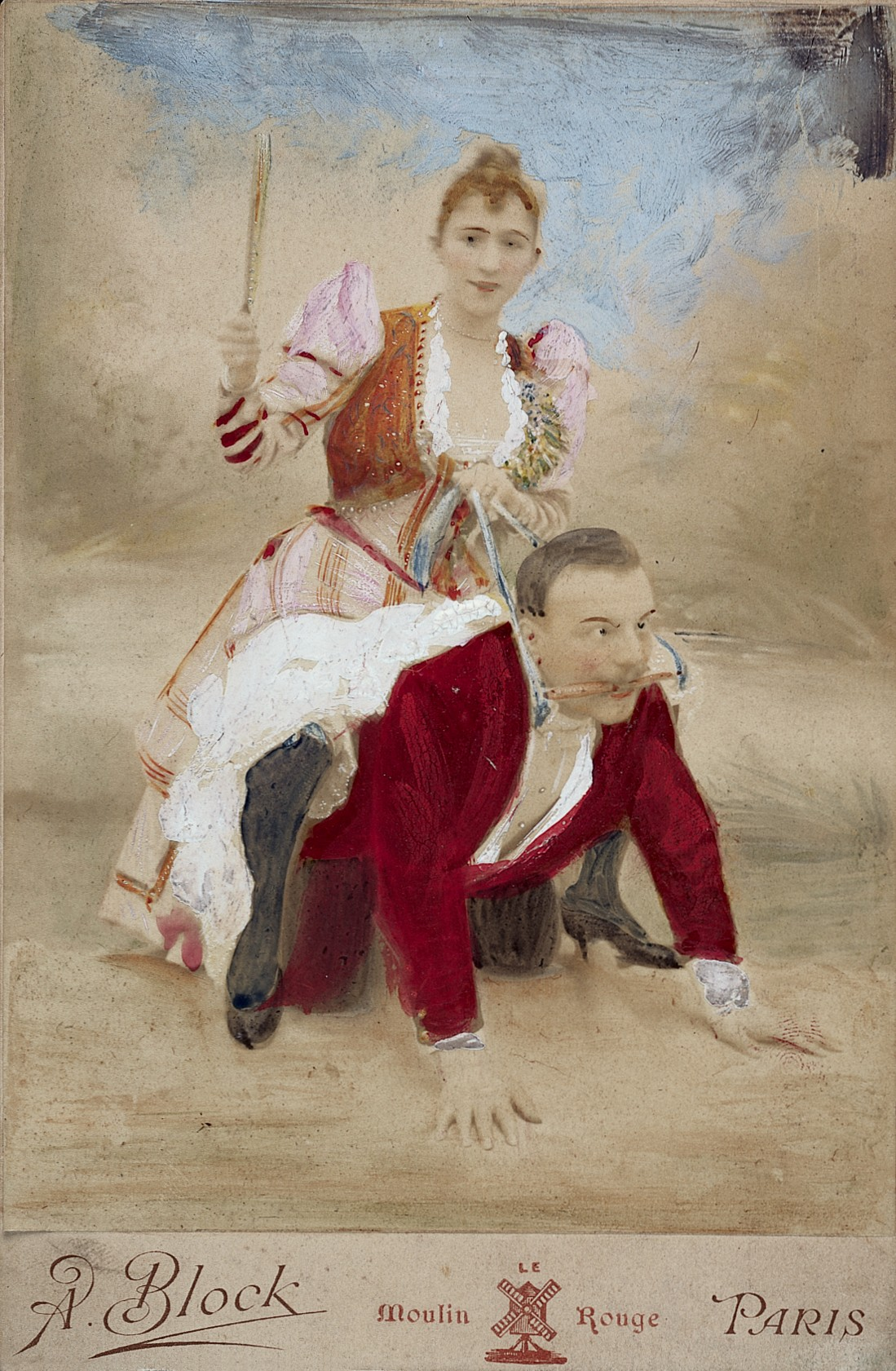
Darstellung aus der Sammlung von Richard von Krafft-Ebing

1912 schloss sich Richard von Krafft-Ebing der Ansicht Binets an, der Fetisch entstünde in frühester Jugend, indem der spätere Fetisch zufällig während einer der ersten sexuellen Empfindungen im Leben eines Menschen präsent sei. Von Krafft-Ebing erkannte, dass diese Theorie die Vielzahl möglicher Fetische erklären würde, konnte aber nicht erklären, warum gerade diese Assoziation ein Leben lang bestehen bleibe. Die einzige Erklärung schien für ihn eine vorliegende psychische Entartung und sexuelle Überempfindlichkeit zu sein. Seine Schlussfolgerung war, dass es sich beim sexuellen Fetischismus um eine psychische Erkrankung handle.
Krafft-Ebings klinische Tätigkeit beruhte auf Beobachtung, Beschreibung und Kenntnis sogenannter „abnormer“ Verhaltensweisen, auch wenn die Wissenschaft diese noch nicht erklären konnte. Sein Werk Psychopathia Sexualis (1886), in dem er die Begriffe Sadismus, Masochismus und Fetischismus einführte, machte ihm zum Begründer der Sexualpathologie. Außerdem beschrieb er erstmals zahlreiche sexuelle Devianzen und Perversionen anhand von Fallbeispielen.

#### Partielle Attraktivität nach Hirschfeld
Der Sexualforscher Magnus Hirschfeld stellte 1920 die Theorie der partiellen Attraktivität auf, nach der sexuelle Attraktivität niemals von einer Person als Ganzes, sondern immer von einzelnen Persönlichkeitsmerkmalen ausgehe. Er führte aus, dass fast jeder eine Vorliebe für bestimmte Merkmale habe, und nannte dies gesunden Fetischismus. Krankhafter Fetischismus entsteht laut Hirschfeld dann, wenn ein Einzelmerkmal überbewertet und von der Person losgelöst wird. Hirschfelds Theorie wird oft mit Blick auf die Geschlechterrollen dargestellt: Frauen stellen sich zur Schau, indem sie einzelne Objekte präsentieren, beispielsweise lange Beine, Männer reagieren auf diese Einzelmerkmale mit sexueller Erregung. Damit soll gleichzeitig die unbelegte Tatsache erklärt werden, warum mehr Männer als Frauen Fetischisten seien.

#### Psychoanalytische Ansätze

##### Kastrationsangst nach Freud
Die psychoanalytische Auffassung des Fetischismus geht von der Erfahrung aus, dass der Fetisch ein realer Gegenstand ist, zum Beispiel ein Damenschuh, dass aber das sexuell Erregende daran der Fantasiewelt entstammt. Deshalb sei demjenigen, der den Fetisch nicht teile, auch nicht verständlich zu machen, was an diesem speziellen Objekt für den Fetischisten als sexuell stimulierend empfunden werde. Die erregende, oft auch dem Fetischisten unbewusste, Fantasie stamme aus der kindlichen Erlebniswelt, welche Sigmund Freud erstmals in seinen „Drei Abhandlungen zur Sexualtheorie“ von 1905 als Erklärungsgrundlage der „sexuellen Abirrungen“ unterbreitete. Zu den „infantilen Sexualtheorien“, das heißt den sachlich falschen, gleichwohl ubiquitären entwicklungsbedingten Sexualfantasien des Kindes, gehört seiner Ansicht nach vornehmlich die „Theorie“, dass es nur ein Geschlecht gäbe. Dieses für das Kind aufgrund seines Alters nicht zu Mann oder Frau zuordenbare Geschlecht sei mit einem sichtbaren Penis ausgestattet. Mit diesem Penis stattet das Kind in seiner Vorstellung auch seine Mutter aus, deren Penislosigkeit es aus Angst, der sogenannten Kastrationsangst, nicht erträgt. Der spätere Fetisch wird an derjenigen Erlebnisstelle aufgerichtet, an welcher unbewusst die Kastration droht.

##### Übergangsobjekt nach Winnicott
Spätere psychoanalytische Autoren, darunter Masud Khan, Fritz Morgenthaler, Janine Chasseguet-Smirgel und William McDougall, haben sich vor allem mit der Frage beschäftigt, welche Funktion der Fetisch im Bezugsrahmen von Persönlichkeitsstörungen hat. Das Objekt scheint hier oft Fehlstellen des Identitätsgefühls zu überdecken oder zu überbrücken. In diesen Erklärungsrahmen gehört auch die Theorie des „Übergangsobjekts“ von Donald W. Winnicott. Dieser stellte 1951 in einem Vortrag seine Theorie der „Übergangsobjekte und Übergangsphänomene“ vor. Das Charakteristikum des Übergangsobjekts ist, dass es für das Kleinkind sowohl ein Ding der äußeren Wirklichkeit ist, beispielsweise eine Schmusedecke, wie auch eine Objektbeziehungsfantasie. Es verschafft dem Kind ein Sicherheitsgefühl, „als ob“ das Übergangsobjekt die Mutter oder ein Teil der Mutter wäre. Damit hat das Übergangsobjekt ähnliche Charakteristiken und Funktionen wie der Fetisch, obwohl es kein Fetisch ist.

##### Feindseligkeit und Rache nach Stoller
Der Psychoanalytiker Robert Stoller befasste sich viele Jahre sowohl theoretisch als auch bei der Behandlung seiner Patienten mit dem Thema Perversion und fasste, was er fand, in seinem anthropologischen und sexualwissenschaftlichen Sachbuch Perversion – Die erotische Form von Hass zusammen. Jede Perversion sei gekennzeichnet durch Feindseligkeit, Rache und Triumph und ein entpersönlichtes Objekt. Der Fetischismus gehöre krankheitstheoretisch zu den schweren Perversionen, weil die Person im Objekt der Begierde ausgelöscht ist.

„Ich bin […] zu der Auffassung gelangt, daß Perversion aus dem Versuch entsteht, Bedrohungen der eigenen Geschlechtsidentität, das heißt, des Bewußtwerdens von Männlichkeit und Weiblichkeit, zu bewältigen […].“

#### Behaviorismus – Klassische Konditionierung
Dem Behaviorismus entstammt die Theorie, sexueller Fetischismus entstehe durch klassische Konditionierung. Sexueller Reiz und späteres Fetischobjekt würden durch gleichzeitige Darbietung, zum Beispiel beim Masturbieren über einem Foto einer Frau in Reizwäsche, in einem Lernprozess miteinander verkoppelt. Diese Ansicht ist im Wesentlichen identisch mit Binets Ansatz, sie präzisiert jedoch den vagen Begriff Assoziation zu klassischer Konditionierung. Die Theorie wird an zwei Stellen kritisiert: Zum einen müsste ihr zufolge auf Dauer jeder Mensch fetischistische Neigungen entwickeln und zum anderen müssten Anzahl und Art der Fetische sehr viel höher sein.
In einer Studie aus dem Jahre 2004 wurden Japanwachteln darauf konditioniert, statt mit einem lebenden Sexualpartner mit einer unbelebten Puppe aus Frottee-Stoff zu kopulieren. Nach Abschluss der Erwerbsphase wurde das Verhalten nicht wie gewöhnlich nach und nach verlernt, sondern erhielt sich durch Wiederholung selbst aufrecht. Das Verhalten hatte sich gewissermaßen zu einer tierischen Form des sexuellen Fetischismus entwickelt. Nach Meinung der Forscher könnte dieses Modell als Vergleich zum Menschen dienen und zu neuen Erkenntnissen über die Entstehung des Fetischismus führen. Der Versuch könnte das Argument entkräften, Fetischismus könne nicht durch klassische Konditionierung entstehen, da das so erlernte Verhalten nach einer Weile wieder vergessen werde.

#### Superstimulus-Theorie
Die Superstimulus-Theorie (englisch für Superreiz) ist eine Spezialisierung des behavioristischen Ansatzes und betont, dass ungewöhnlichere Fetische durch Generalisierung entstehen könnten: Löst ein bestimmter Reiz ein Verhalten aus, so können mit der Zeit auch ähnliche Reize dasselbe Verhalten auslösen und der auslösende Reiz wird „generalisiert“. Beim Fetischismus würden gewöhnliche Merkmale sexueller Attraktivität generalisiert. So würde nicht mehr nur der normale Reiz, als Beispiel glänzende, glatte Haut, sondern irgendwann auch der fetischistische Reiz, im Beispiel in Form von glänzendem glattem Kunststoff, eine sexuelle Reaktion auslösen. Als Indiz wird gerne das Little-Albert-Experiment angeführt, in dessen Verlauf einem elf Monate alten Jungen Angst vor einer Ratte anerzogen wurde. Diese Angst steigerte sich mit der Zeit zu einer ausgeprägten Fellphobie. Die Generalisierung erklärt einige Fetischobjekte (beispielsweise Latexkleidung) besser, andere hingegen nur ungenügend. Die grundlegenden Forschungen zu dieser Theorie stammen aus dem Fachbereich der Ethologie und wurden vor allem von den Verhaltensforschern und Biologen Konrad Lorenz und Nikolaas Tinbergen an Tieren untersucht.

#### Preparedness-Theorie nach Seligman
Die Preparedness-Theorie (engl. für Bereitschaft) führt Verhaltensweisen auf biologische und evolutionäre Faktoren zurück. Preparedness nennt man die Eigenschaft von Lebewesen, auf gewisse Reize ohne lange Konditionierung spontan gewisse Reaktionen zu zeigen. So kann etwa der Anblick einer Schlange Panik auslösen, obwohl die betroffene Person nie etwas mit Schlangen zu tun hatte und auch nicht um deren Gefährlichkeit weiß. Der Theorie nach entsteht Preparedness durch evolutionäre Selektion: Wer Angst vor Schlangen zeigt, läuft weniger Gefahr, an deren Gift zu sterben, und kann sich mit höherer Wahrscheinlichkeit fortpflanzen. Für gewöhnlich wird die von Martin Seligman entwickelte Theorie des Preparedness als Erklärungsansatz für phobische Störungen herangezogen, sie kommt aber auch für den sexuellen Fetischismus in Betracht. Die Theorie erklärt aber nicht, wie beispielsweise eine Brille als Fetisch entstehen kann, zudem wird die Vererbung fetischistischen Verhaltens als unwahrscheinlich betrachtet.

#### Neurologischer Ansatz nach Ramachandran
Der Neurologe Vilaynur S. Ramachandran wies 1998 darauf hin, dass der Bereich der Großhirnrinde, in dem die Sinneswahrnehmungen der Füße verarbeitet werden, direkt neben der Region befindet, die auch für die sexuelle Stimulation zuständig sind. Er interpretierte dies als möglichen Grund, warum Fußfetischismus besonders weit verbreitet sei. So berichteten Patienten mit Phantomgliedern, in diesem Fall Füßen, von sexuellen Reizen in dem gar nicht mehr vorhandenen Fuß bei Stimulation der Genitalien oder gar größere Orgasmen (da auf beide Regionen verteilt) als vor der Amputation. Dies wirft die noch unbeantwortete Frage auf, was bei Genitalamputationen geschieht. Hier bleibt allerdings unklar, warum Fußfetischisten ihre Lust hauptsächlich aus den Füßen anderer beziehen, nicht aus den eigenen.

## Verbreitung
Es gibt praktisch keine Erkenntnisse über den Verbreitungsgrad von Fetischismus. Weder ist bekannt, welcher Anteil der Bevölkerung fetischistisch veranlagt ist, noch aus welchen Bevölkerungsgruppen sich die Menge der Fetischisten zusammensetzt. Forscher führen an, Zahlen seien schwierig zu ermitteln, da sich leichtere fetischistische Ausprägungen problemlos in eine partnerschaftliche Sexualität integrieren lassen, Fetischisten nur selten therapiert würden und Menschen sexuelle Kontakte unterschiedlich bewerten würden.
Trotz fehlender genauer Zahlen und der Tatsache, dass mit Ausnahme der Theorie Krafft-Ebings alle Theorien auf männlichem heteronormativem Sexualverhalten beruhen, ist durch mehrere bestätigte Diagnosen gesichert, dass Fetischismus nicht nur bei Männern, sondern auch bei Frauen auftritt. Dies gilt analog für homosexuelle Fetischisten beiderlei Geschlechts.
Verschiedene Indizien deuten an, dass Fetischismus häufiger bei Männern auftritt als bei Frauen; dazu gehören die Geschlechterverteilung in Chatrooms und stationäre Krankenhausaufenthalte aufgrund von fetischismusbedingten Unfällen.

## Diagnostik und Behandlung
Die sexuelle Vorliebe für einzelne Körperteile, Kleidungsstücke oder andere Gegenstände gilt allgemein als gewöhnliche Spielart menschlicher Sexualität. Unter bestimmten Bedingungen kann eine solche Fixierung jedoch als krankhafte psychische Störung, als Paraphilie, eingestuft werden. Erst wenn die diagnostischen Bedingungen der Paraphilie erfüllt sind und nur dann, wenn das Lustobjekt ein unbelebter Gegenstand ist, sprechen Wissenschaftler von einem behandlungsbedürftigen Fetischismus im Sinne der medizinisch-psychologischen Definition. Fetischismus kann auch als Begleitsymptom einer komplexeren psychischen Störung auftreten.

### Diagnosekriterien
Fetischismus kann nach ICD-10-GM mit dem Schlüssel F65.0 unter bestimmten Voraussetzungen als Störung der Sexualpräferenz und damit als psychische Erkrankung diagnostiziert werden. Die Definition der ICD-10 lautet:

„Gebrauch toter Objekte als Stimuli für die sexuelle Erregung und Befriedigung. Viele Fetische stellen eine Erweiterung des menschlichen Körpers dar, z. B. Kleidungsstücke oder Schuhwerk. Andere gebräuchliche Beispiele sind Gegenstände aus Gummi, Plastik oder Leder. Die Fetischobjekte haben individuell wechselnde Bedeutung. In einigen Fällen dienen sie lediglich der Verstärkung der auf üblichem Wege erreichten sexuellen Erregung (z. B. wenn der Partner ein bestimmtes Kleidungsstück tragen soll).“

Entscheidend für die Diagnose eines Fetischismus ist wie bei allen anderen Paraphilien auch, das korrekte hierarchische Vorgehen, wie es das ICD-10 verlangt. Somit müssen für die Diagnosestellung einer Kategorie F65.x, in diesem Falle F65.0, zunächst die diagnostischen Kriterien für die Gesamtkategorie F65 erfüllt sein. Laut diesen diagnostischen Kriterien ist die Diagnose nur stellbar, wenn über einen
- 1. Zeitraum von mindestens sechs Monaten
- 2. ungewöhnliche sexuell erregende Phantasien, sexuell dranghafte Bedürfnisse oder Verhaltensweisen auftreten, die
- 3. in unterschiedlichen Funktionsbereichen Leiden und Beeinträchtigung bei den Betroffenen oder ihren Objekten verursachen.

Die Anforderung des hierarchischen Vorgehens in der Diagnostik wird nur in den Textausgaben des ICD-10-GM aufgeführt, in den handelsüblichen Diagnoseschlüssel-Listen werden diese Kriterien nicht erläutert. Dies kann unter Umständen eine Fehldiagnose begünstigen, da das Diagnoseschema einigen Allgemeinärzten, Psychiatern oder Psychologen nicht bekannt ist.
Ein weiterer Anlass für Fehldiagnosen ist der Gebrauch des Wortes „tot“ in der neuesten deutschen Textversion. Dies wurde in Buchausgaben des ICD-10 mit „gegenständlich“ beschrieben und im DSM-IV mit „unbelebt“. Per Definition ist demnach die Fixierung auf einzelne Körperteile kein sexueller Fetischismus, selbst dann, wenn es sich um die tatsächlich toten Körperteile einer Leiche handelt. Diese Fixierungen sind jeweils als andere Formen der Paraphilie zu diagnostizieren. Die Ausgrenzung des Körperteilfetischismus wird von vielen als Manko betrachtet.
Viele Sexualwissenschaftler bevorzugen die amerikanische Definition des DSM-IV, Schlüssel 302.81. Hierin wird kein hierarchisches Vorgehen verlangt, sondern zu jeder einzelnen psychischen Störung werden die diagnostischen Kriterien unter der jeweiligen Klassifikation einzeln ausgeführt. Dadurch kommt es bei Diagnosestellung nach DSM seltener zu Fehldiagnosen. Einige Forscher kritisieren, dass der Begriff Fetischismus immer häufiger in Fällen angewandt wird, in denen keine sexuelle Komponente erkennbar ist, und fordern eine Rückbesinnung auf diesen zentralen Sachbestand.

#### Kritik am Diagnoseschlüssel des ICD-10 F65.X
Diese Festlegungen sind umstritten, da sie vielfach als diskriminierend empfunden werden, und einige Aktivisten und Organisationen fordern, die Kriterien des F65 zu ändern oder ganz zu entfernen, um die Betroffenen nicht als psychisch Gestörte zu stigmatisieren. So setzt sich beispielsweise das Projekt ReviseF65 dafür ein, die ICD-Diagnosekriterien von Fetischismus, fetischistischem Transvestitismus und Sadomasochismus abzuändern.
Befürworter sehen in den Diagnosekriterien die Definition eines bestimmten Sozial- und Sexualverhaltens mit den daraus entstehenden Folgen im Einzelfall als gesundheitliches Problem beziehungsweise Erkrankung und die dadurch erst ermöglichte Behandlung mit Kostenübernahme aus Sicht der Kostenträger. Ebenso kann durch die abgrenzbare Diagnostik auch in der Rechtsprechung eine Entscheidung zugunsten des behandlungsbedürftigen Fetischisten getroffen werden oder der Ausgang eines Verfahrens von der Bereitschaft zu einer Therapie abhängig gemacht werden und durch Anerkenntnis einer psychischen Erkrankung zu einem für den Betroffenen günstigeren Verfahrensausgang führen.

### Behandlung
Es gibt kein einheitliches Behandlungskonzept für sexuellen Fetischismus. Die Behandlung ist vom jeweiligen Therapeuten und seiner Fachrichtung abhängig. Alle Therapieformen der Psychotherapie kommen in Frage, insbesondere die Psychoanalyse und die kognitive Verhaltenstherapie; letztere kann durch Medikamente unterstützt werden. Die meisten Behandlungen erstrecken sich über einen längeren Zeitraum, und häufig wird eine Behandlung sich auch mit weiter gefassten Problematiken beschäftigen müssen, beispielsweise mit Partnerschaftsproblemen oder sozialen Integrationsstörungen, die durch das fetischistische Verhalten ausgelöst oder begünstigt werden. Eine Behandlung sollte im Idealfall auf der Freiwilligkeit des Patienten beruhen, bei gerichtlicher Anordnung einer Behandlung ist ein Erfolg gegen den Willen des Patienten kaum abzusehen.

#### Psychotherapie
Eine Möglichkeit der Verhaltenstherapie ist aversive Konditionierung: Der Patient wird mit seinem Fetisch konfrontiert und gleichzeitig oder kurz darauf einem unangenehmen Reiz ausgesetzt. Gemäß der Konditionierung assoziiert der Patient den angenehmen Fetisch mit dem aversiven Reiz und lernt so, den Fetisch zu vermeiden. Eine Möglichkeit der Umsetzung ist die verdeckte Sensibilisierung. Dabei werden dem Patienten Szenen fetischistischen Inhalts gezeigt, gefolgt von Szenen mit unangenehmem Inhalt. Eine andere Möglichkeit ist die assistierte verdeckte Sensibilisierung, bei der ein Assistent einen unangenehmen Geruch als aversiven Reiz freisetzt.
Eine andere Möglichkeit ist der Gedankenstopp. Der Patient wird aufgefordert, an seinen Fetisch zu denken. Dieser Gedankengang wird vom Therapeuten unerwartet durch den Ausruf „Stopp!“ unterbrochen. Nach mehrmaliger Wiederholung wird der Patient angewiesen, diese Technik bei sich selbst anzuwenden. Der Gedankenstopp soll die unerwünschten sexuellen Fantasien im Keim ersticken.

#### Medikamentöse Behandlung
Die medikamentöse Behandlung ist lediglich zur Unterstützung anderer Behandlungsformen geeignet, vielfach erwähnt wird in diesem Zusammenhang die sogenannte „chemische Kastration“. Hierbei nimmt der Patient Medikamente ein, die den Spiegel gewisser Sexualhormone senken; bei Männern sind dies in der Regel Antiandrogene. Dies hemmt den Sexualtrieb, wodurch sexuelle Fantasien und Betätigungen seltener werden. Der Patient kann sich so mit seinem Fetisch auseinandersetzen, ohne durch ständige sexuelle Erregung abgelenkt zu werden. Direkten Einfluss auf den Fetischismus selbst haben diese Medikamente nicht, können jedoch Nebenwirkungen haben.
Es werden jedoch auch andere medikamentöse Behandlungsformen erforscht. So schlägt beispielsweise eine Fallstudie aus dem Jahr 2006 die Verabreichung des Wirkstoffs Topiramat, eigentlich ein Mittel gegen Epilepsie, zur Behandlung von Fetischismus vor. Im betrachteten Fall führte Psychotherapie nicht zur Linderung der Leiden eines Fußfetischisten, unter der Medikation gingen die Krankheitssymptome aber angeblich ohne Nebenwirkungen zurück.